# Yngvar Bryn
Yngvar Bryn (ur. 17 grudnia 1881 w Kristiansand, zm. 30 kwietnia 1947 w Oslo) – norweski łyżwiarz figurowy, startujący w parach sportowych z żoną Alexią Bryn oraz lekkoatleta specjalizujący się w biegu na 100 m, 200 m, 400 m i 500 m. Wicemistrz olimpijski z Antwerpii (1920; łyżwiarstwo figurowe) i uczestnik igrzysk olimpijskich (1900; bieg na 200 metrów i bieg na 400 metrów), wicemistrz (1923) i brązowy medalista mistrzostw świata (1912), 10-krotny mistrz Norwegii (1908–1913, 1919–1922) w łyżwiarstwie figurowym; dwukrotny mistrz Norwegii w biegu na 500 m (1900, 1902).
W 1920 roku Alexia i Yngvar Bryn zostali pierwszymi norweskimi medalistami w łyżwiarstwie figurowym.

## Życiorys
Yngvar Bryn był najmłodszym z szóstki rodzeństwa. Urodził się w rodzinie wojskowego, który zmarł, gdy Yngvar miał rok.
W 1899 roku na mistrzostwach Norwegii w lekkoatletyce zdobył srebrne medale w biegach na 100 m i 500 m. W 1901 roku został mistrzem kraju na dystansie 500 metrów, osiągając niemal cztery sekundy przewagi nad drugim zawodnikiem. W 1900 roku był członkiem reprezentacji Norwegii debiutującej na letnich igrzyskach olimpijskich. Zarówno w biegu na 200, jak i na 400 m, odpadł w pierwszej rundzie. W 1902 roku ponownie został mistrzem Norwegii w biegu na 500 m. W 1902 roku poprawił rekord Norwegii w biegu na 100 m, osiągając czas 11,1 s. Rekord został pobity przez innego zawodnika o 0,1 s osiem dni później.
W 1908 roku, mając 26 lat, został przewodniczącym Norweskiej Federacji Lekkoatletycznej i piastował to stanowisko trzy lata. W tym czasie zaczął uprawiać łyżwiarstwo figurowe. Dołączył do klubu łyżwiarskiego Kristiania, gdzie poznał swoją przyszłą żonę i partnerkę sportową, 18-letnią Alexię Schøien. Alexia i Yngvar zdobyli dwa tytuły mistrzowskie w kraju, jednak ich pierwszy występ na arenie międzynarodowej był nieudany. Zajęli piąte, ostatnie miejsce na mistrzostwach świata w 1909 roku w Sztokholmie. Na mistrzostwa świata powrócili jako pięciokrotni mistrzowie Norwegii w 1912 roku, zdobywając brązowy medal. W tym samym roku, krótko po mistrzostwach, wzięli ślub. Ich dobrze zapowiadającą się karierę przerwała I wojna światowa. Po powrocie do startów zostali pierwszymi łyżwiarzami figurowymi, a jednocześnie pierwszą parą sportową, która zdobyła w tej dyscyplinie medal olimpijski dla Norwegii. Na igrzyskach przegrali jedynie z reprezentantami Finlandii Ludowiką i Walterem Jakobssonami. Ich medale olimpijskie są prezentowane w kolekcji Skøytemuseet w Oslo.
W późniejszych latach zdobyli mistrzostwo (1922) i wicemistrzostwo (1921) nordyckie. W 1923 roku, po zdobyciu wicemistrzostwa świata Yngvar postanowił zakończyć karierę sportową, zaś Alexia porzuciła łyżwiarstwo i zaczęła startować w innych dyscyplinach sportowych.
W latach 1923–1925 Yngvar Bryn był członkiem Komitetu Sędziowskiego Międzynarodowej Unii Łyżwiarskiej (ISU), zaś w latach 1925–1927 pracował jako konsultant ISU. W 1932 roku był sędzią łyżwiarstwa figurowego na igrzyskach olimpijskich w Lake Placid. 
Bryn oprócz łyżwiarstwa figurowego i lekkoatletyki uprawiał również inne sporty, takie jak pływanie, gimnastyka, narciarstwo i szermierka. Yngvar Bryn studiował psychologię na Uniwersytecie w Oslo i pracował jako nauczyciel w liceum aż do swojej śmierci w wieku 65 lat.

## Osiągnięcia
Z Alexią Bryn
| Zawody                | 1908           | 1909           | 1910           | 1911           | 1912           | 1913           | 1914           | 1919           | 1920           | 1921           | 1922           | 1923           |                |                |                |                |                |
| Międzynarodowe        | Międzynarodowe | Międzynarodowe | Międzynarodowe | Międzynarodowe | Międzynarodowe | Międzynarodowe | Międzynarodowe | Międzynarodowe | Międzynarodowe | Międzynarodowe | Międzynarodowe | Międzynarodowe | Międzynarodowe | Międzynarodowe | Międzynarodowe | Międzynarodowe | Międzynarodowe |
| --------------------- | -------------- | -------------- | -------------- | -------------- | -------------- | -------------- | -------------- | -------------- | -------------- | -------------- | -------------- | -------------- | -------------- | -------------- | -------------- | -------------- | -------------- |
| Igrzyska olimpijskie  |                |                |                |                |                |                |                |                | 2              |                |                |                |                |                |                |                |                |
| Mistrzostwa świata    |                | 5              |                |                | 3              | 4              | 5              |                |                |                | 5              | 2              |                |                |                |                |                |
| Mistrzostwa nordyckie |                |                |                |                |                |                |                |                |                | 2              | 1              |                |                |                |                |                |                |
| Krajowe               |                |                |                |                |                |                |                |                |                |                |                |                |                |                |                |                |                |
| Mistrzostwa Norwegii  | 1              | 1              | 1              | 1              | 1              | 1              |                | 1              | 1              | 1              | 1              |                |                |                |                |                |                |